# Hanfbach
Der Hanfbach ist ein linker Zufluss der Sieg. Er entspringt in Rheinland-Pfalz etwa 800 Meter nordwestlich der Ortschaft Griesenbach auf rund 273 m ü. NHN als Irmerother Bach. Nahe der Ortschaft Buchholz-Mendt vereinigt er sich mit dem Mendter Bach und trägt ab hier den Namen Hanfbach. Er mündet in Hennef auf einer Höhe von 66 m. Seine Länge beträgt über 19 km, davon fließen 13,6 km in Nordrhein-Westfalen. Der Hanfbach durchfließt das Naturschutzgebiet Hanfbach und Zuflüsse.
Auch wenn der Bach früher die sogenannte Hanfmühle antrieb, hat der Name nichts mit Hanf bzw. Hanfanbau in diesem Gebiet zu tun. Er wurde 948 erstmals urkundlich erwähnt und Forscher gehen davon aus, dass der Name sich über hanapha (hanafa) vom germanischen hanan (singen, tönen) und apa (Fluss, Wasser) abgeleitet hat. Er könnte also so viel wie tönender Fluss bedeutet haben. In der Tat verwandelt sich der Hanfbach bei starken Regenfällen in ein reißendes Gewässer und der Höhenunterschied von der Quelle bis zur Mündung ist mit ca. 207 m auf 13 km auch recht beachtlich.
Zudem leitet sich der Name der Stadt Hennef von diesem Bach ab. Früher hieß der Ort Hannafo.
Außerdem liegen im über 51 km² großen Wassereinzugsgebiet des Hanfbaches die Ortschaften
- Buchholz mit den Ortsteilen Mendt, Kölsch-Büllesbach, Griesenbach, Krautscheid, Irmeroth, Jungeroth, Hammelshahn, Seifen, Werthenbruch und Priesterberg (alle Rheinland-Pfalz)
- Hanf, Köschbusch, Eulenberg, Knippgierscheid, Scheuren, Hove, Uckerath, Hollenbusch, Hüchel, Heckelsberg, Derenbach, Wiersberg, Hermesmühle, Wiederschall, Kurscheid, Westerhausen, Hofen, Kurenbach, Rütsch, Kuchenbach, Lanzenbach, Hommerich, Schächer, Theishohn, Michelshohn, Petershohn, Geisbach, Kümpel, Söven, Wippenhohn und Edgoven der Stadt Hennef, sowie die Ortsteile Eudenbach, Schnepperoth, Willmeroth, Bennerscheid und Kotthausen der Stadt Königswinter (alle Nordrhein-Westfalen)

## Einzugsgebiet und Zuflüsse
Das Einzugsgebiet des Hanfbachs ist 51,495 km² groß und entwässert über Sieg und Rhein in die Nordsee.
| Stat. in km | Name                                    | GKZ        | Lage   | Länge in km | EZG in km² | Mündung    |
| ----------- | --------------------------------------- | ---------- | ------ | ----------- | ---------- | ---------- |
| 017,60      | Oberscheider Bach (Quelle: Druden-Born) | 27272-114  | links0 | 001,0520    |            | Mendt      |
| 017,50      | Mendter Bach                            | 27272-12   | rechts | 001,5570    | 0001,2270  | Mendt      |
| 017,40      | Steinberg Bach                          | 27272-132  | rechts | 001,1130    |            |            |
| 015,20      | Buchholzer Bach (Liesbach)              | 27272-14   | links0 | 001,0310    |            |            |
| 014,80      | Louisengraben                           | 27272-152  | rechts | 001,4730    |            |            |
| 014,60      | Solbach                                 | 27272-16   | links0 | 001,860     |            | Seifen     |
| 014,20      | Krautscheider Bach                      | 27272-172  | rechts | 001,1290    |            | Seifen     |
| 013,70      | Krummenaster Bach                       | 27272-18   | links0 | 002,2280    | 0002,1040  | Seifen     |
| 013,30      | N.                                      | 27272-1912 | links0 | 000,9590    |            |            |
| 012,80      | Wertenbach                              | 27272-192  | rechts | 002,0060    |            | Kotthausen |
| 011,80      | Eudenbach                               | 27272-2    | links0 | 004,0990    | 0003,2330  | Hanf       |
| 010,50      | N.                                      | 27272-312  | rechts | 001,0350    |            |            |
| 010,50      | Dollenbach                              | 27272-32   | links0 | 003,0550    | 0002,1870  | Hanfmühle  |
| 010,30      | Eulenbach                               | 27272-392  | rechts | 001,5360    |            |            |
| 009,40      | Müferpützbach                           | 27272-394  | links0 | 002,060     |            | Dahlhausen |
| 009,40      | Scheußbach                              | 27272-4    | rechts | 005,0040    | 0005,8760  | Dahlhausen |
| 008,30      | Derenbach                               | 27272-6    | rechts | 003,930     | 0003,1490  |            |
| 007,90      | N.                                      | 27272-712  | links0 | 001,3210    |            |            |
| 006,90      | Mokelbach                               | 27272-714  | rechts | 000,8860    |            | Röttgen    |
| 005,70      | Westerhausener Bach                     | 27272-72   | links0 | 001,9090    | 0002,0220  | Kurenbach  |
| 004,40      | Kuchenbach                              | 27272-732  | rechts | 001,6930    |            |            |
| 004,20      | Rosentaler Bach                         | 27272-74   | links0 | 002,4550    | 0002,1880  | Lanzenbach |
| 003,10      | Ingenbach                               | 27272-76   | links0 | 001,1410    | 0000,6720  |            |
| 001,40      | Höhner Bach                             | 27272-8    | rechts | 004,3690    | 0003,4670  |            |
| 001,20      | Lüppigsbach                             | 27272-92   | links0 | 002,3290    |            | Hennef     |

Anmerkungen zur Tabelle
1. ↑  Gewässerkennzahl, in Deutschland die amtliche Fließgewässerkennziffer mit zur besseren Lesbarkeit eingefügtem Trenner hinter dem Präfix, das einheitlich für den allen gemeinsamen Vorfluter Hanfbach steht.